# 이오아니나

이오아니나(그리스어: Ιωάννινα) 또는 야네나(그리스어: Γιάννενα)는 그리스 북서부 이피로스 주(州)에 위치한 도시이자 주도(州都)이다. 아울러 이오아니나 현(縣)의 현청 소재지이다. 주변 도시권의 인구는 10만 명에 이르는 대도시이며, 평균 해발 고도 600m 지점에 자리잡고 있다. 도시 서편에는 이오아니나 호수가 있다. 이오아니나는 아테네에서 북서쪽으로 450 km, 테살로니키에서 남서쪽으로 290 km, 이구메니차항에서 동쪽으로 80 km 거리에 떨어져 있다.
이 도시의 문장(紋章)은 근처 도도나의 고대 극장에 묘사된 황관을 쓴 비잔티움 제국의 황제 유스티니아누스의 초상화로 되어 있다.

## 역사
이오아니나가 정확히 언제 창건되었는지는 알 수 없으나, 비잔티움 제국의 유스티니아누스 1세(재위 527년~565년)가 지은 "새롭고, 잘 요새화된 도시"가 이오아니나인 것으로 여겨진다. 이오아니나라는 이름은 879년에 처음 나타난다. 1082년 노르만인이 점령하였다가, 13세기에 세워진 에페이로스 공국의 주요 도시가 되었다. 1358년부터 1416년까지는 에페이로스 공국의 수도였다. 그러나 이 곳은 1430년 오스만 투르크제국의 지배하에 들어갔다.

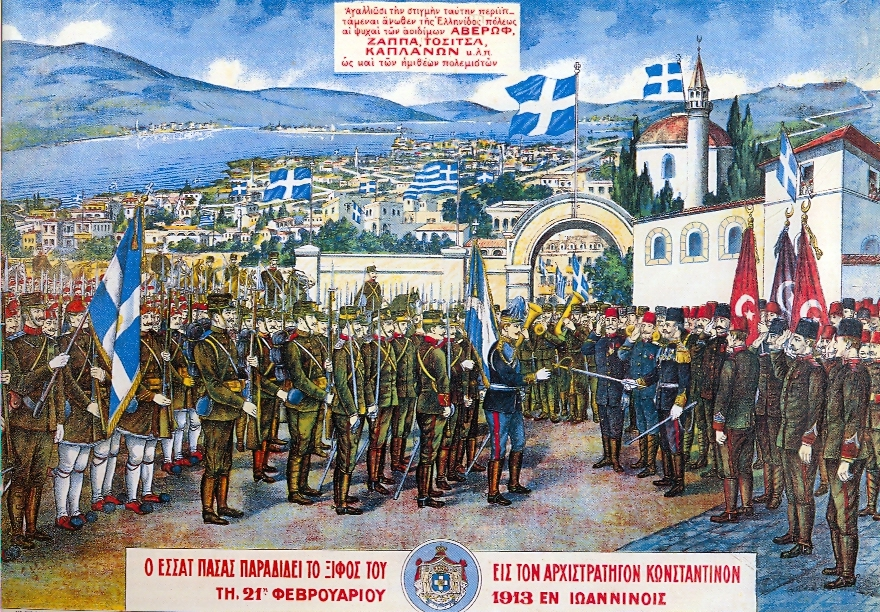
"이오아니나 해방". 제1차 발칸 전쟁중 오스만 투르크군(軍)의 에샤드 파샤가 그리스 왕국군의 콘스탄티노스 왕태자에게 항복하는 광경을 그린 그리스 석판화(石板畵)

17세기 중엽부터 19세기 초까지는 그리스 계몽운동의 중심지였다. 1869년의 대화재로 크게 파괴되었다. 1912년에 그리스 왕국군에 점령되어 이듬해 2월 21일부터 그리스의 영토가 되었다. 1922년의 그리스-터키 인구 교환으로 이 곳에 살고 있던 무슬림 주민들은 떠나고, 대신 소아시아에서 온 그리스인들이 정착하였다.

## 기후
| 이오아니나의 기후                    | 이오아니나의 기후 | 이오아니나의 기후 | 이오아니나의 기후 | 이오아니나의 기후 | 이오아니나의 기후 | 이오아니나의 기후 | 이오아니나의 기후 | 이오아니나의 기후 | 이오아니나의 기후 | 이오아니나의 기후 | 이오아니나의 기후 | 이오아니나의 기후 | 이오아니나의 기후 |
| 월                                   | 1월               | 2월               | 3월               | 4월               | 5월               | 6월               | 7월               | 8월               | 9월               | 10월              | 11월              | 12월              | 연간              |
| ------------------------------------ | ----------------- | ----------------- | ----------------- | ----------------- | ----------------- | ----------------- | ----------------- | ----------------- | ----------------- | ----------------- | ----------------- | ----------------- | ----------------- |
| 일평균 최고 기온 °C (°F)             | 10.1 (50.2)       | 11.5 (52.7)       | 14.4 (57.9)       | 17.1 (62.8)       | 23.0 (73.4)       | 27.6 (81.7)       | 30.8 (87.4)       | 30.9 (87.6)       | 26.7 (80.1)       | 21.2 (70.2)       | 15.5 (59.9)       | 11.1 (52.0)       | 20.0 (68.0)       |
| 일일 평균 기온 °C (°F)               | 4.7 (40.5)        | 6.1 (43.0)        | 8.8 (47.8)        | 12.4 (54.3)       | 17.4 (63.3)       | 21.9 (71.4)       | 24.8 (76.6)       | 24.3 (75.7)       | 20.1 (68.2)       | 14.9 (58.8)       | 9.7 (49.5)        | 5.9 (42.6)        | 14.25 (57.65)     |
| 일평균 최저 기온 °C (°F)             | 0.2 (32.4)        | 1.0 (33.8)        | 3.2 (37.8)        | 5.9 (42.6)        | 9.6 (49.3)        | 12.8 (55.0)       | 14.9 (58.8)       | 15.0 (59.0)       | 12.2 (54.0)       | 8.5 (47.3)        | 4.7 (40.5)        | 1.8 (35.2)        | 7.5 (45.5)        |
| 평균 강수량 mm (인치)                | 124.2 (4.89)      | 111.6 (4.39)      | 95.4 (3.76)       | 78.0 (3.07)       | 69.3 (2.73)       | 43.5 (1.71)       | 32.0 (1.26)       | 31.2 (1.23)       | 54.0 (2.13)       | 99.5 (3.92)       | 167.2 (6.58)      | 174.9 (6.89)      | 1,181 (46.5)      |
| 평균 강수일수                        | 13.3              | 12.4              | 12.8              | 12.6              | 11.0              | 6.9               | 4.8               | 4.8               | 6.5               | 9.7               | 13.7              | 15.2              | 123.7             |
| 평균 상대 습도 (%)                   | 76.9              | 73.7              | 69.5              | 67.9              | 65.9              | 59.1              | 52.4              | 54.4              | 63.6              | 70.8              | 79.8              | 81.5              | 68.0              |
| 평균 월간 일조시간                   | 95.3              | 107.9             | 143.4             | 165.2             | 225.2             | 296.0             | 320.7             | 296.0             | 208.2             | 160.4             | 98.1              | 75.2              | 2,191.6           |
| 출처: Greek National Weather Service |                   |                   |                   |                   |                   |                   |                   |                   |                   |                   |                   |                   |                   |

## 시설
이오아니나 시는 종합 병원과 대학병원을 갖추었으며, 이오아니나 대학이 있다. 이 대학은 도시에서 남쪽으로 5 km 거리에 소재한다. 20,000명의 학생이 있으며 17개 학부를 갖추었다. 이피로스 기술교육원의 일부 학부도 이 곳에 있는데, 기술교육원의 본부는 아르타에 있다.

## 같이 보기
- 이피로스 지역